# Pusparahayu
Pusparahayu is een bestuurslaag in het regentschap Tasikmalaya van de provincie West-Java, Indonesië. Pusparahayu telt 3746 inwoners (volkstelling 2010).